# Pseudothalera obscuristrigata
Pseudothalera obscuristrigata är en fjärilsart som beskrevs av Eugen Wehrli 1924. Pseudothalera obscuristrigata ingår i släktet Pseudothalera och familjen mätare. Inga underarter finns listade.